# Yulia Stepánova
Yulia Ígorevna Stepánova (Rusánova de nacimiento, en ruso: Юлия Игоревна Степанова/Русанова; 3 de julio de 1986) es una atleta rusa especializada en la categoría de 800 metros.

## Trayectoria deportiva
Debutó en 2011 en el Campeonato Europeo de Pista Cubierta en París donde obtuvo la medalla de bronce. Sin embargo, en 2013 la IAAF detectó anomalías en su pasaporte biológico y en consecuencia fue suspendida por dos años y todos sus resultados fueron considerados nulos.

### Caso de dopaje en Rusia
En 2014, junto con su marido y antiguo empleado de la agencia rusa antidopaje RUSADA, Vitali Stepánov, apareció en un documental televisivo de la cadena alemana Das Erste en el que se acusaba al sistema deportivo ruso de fraude a gran escala por ocultar resultados de dopaje. Ambos afirmaron que los máximos dirigentes de la Federación Rusa de Atletismo ofrecían sustancias prohibidas a cambio de conseguir un 5% de los ingresos de cada atleta además de falsificar las muestras, de manera que siempre pasaban los controles. Ante estas informaciones, un portavoz del Presidente Vladímir Putin la calificó de "traidora".
Aunque la primera decisión de la IAAF fue prohibir la participación de los atletas rusos en las Olimpiadas de Río de Janeiro de 2016, se permitió la participación de "tres o cuatro" como competidores independientes. También se sopesó la posibilidad de permitir competir a Stepánova por su "contribución excepcional por la lucha contra el dopaje en el deporte". Jack Robertson, quien fuera jefe investigador de la Agencia Mundial Antidopaje alabó el valor de la atleta por la información dada aún sin pedir una reducción de su sanción por la que fue calificada de "chivata".
El 1 de julio de 2016, la IAAF le permitió participar como atleta neutral en los Campeonatos de Europa, pero finalizó en último lugar tras lesionarse el ligamento. En cuanto a su participación olímpica, el COI mantuvo la sanción de tres años y no pudo participar.

## Vida personal
Creció en Kursk. En 2009, contrajo matrimonio con Vitali Stepánov, con quien tiene un hijo.[cita requerida] Desde entonces ha adoptado el apellido de casada [en este caso: Stepánova].
En 2014, los tres fijaron su residencia en Alemania. Por otro lado, medios deportivos de su país natal afirmaron que la pareja demandó "asilo político" en Canadá, sin embargo, los aludidos rechazaron tales afirmaciones.
Dos años después se trasladaron a Estados Unidos.